# جمهورية فنلندا الشعبية

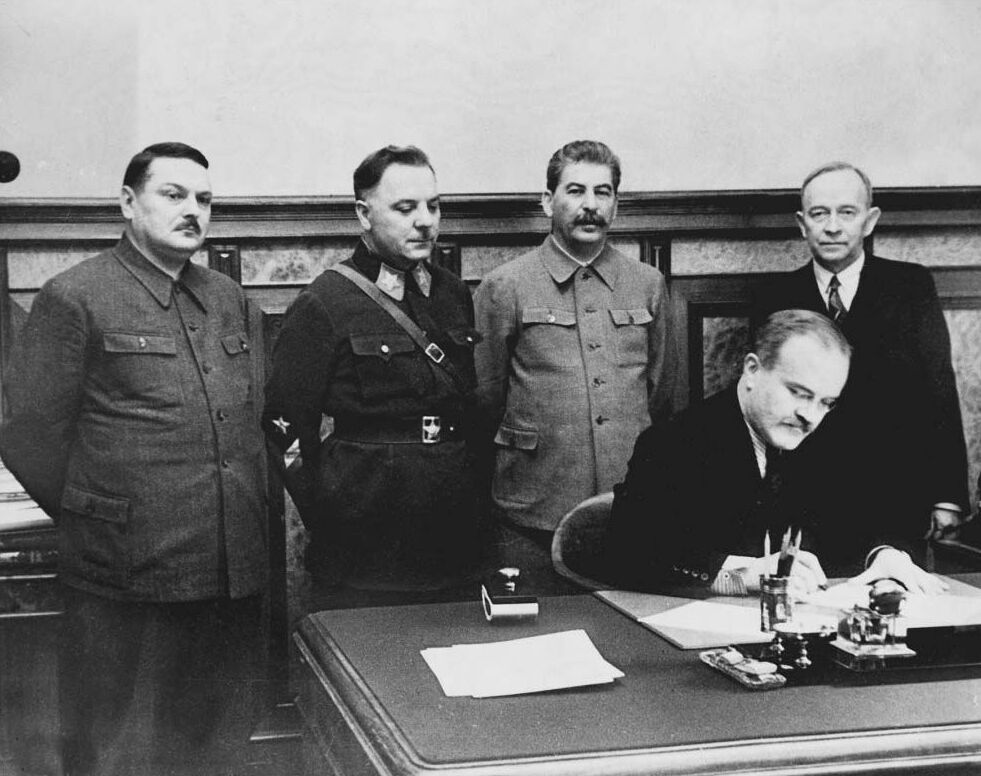
من الجانب السوفياتي أندريه جدانوف وكليمنت فوروشيلوف وجوزيف ستالين وفياتشيسلاف مولوتوف (الذي يكتب) تأسيس إدارة جمهورية فنلندا الشعبية مع رئيس وزراءها أوتو فيلي كوسينن (على اليمين) بالاتفاق.

جمهورية فنلندا الشعبية (بالفنلندية Suomen kansantasavalta) حكومة عميلة قصيرة العمر لم يعترف بها سوى الاتحاد السوفياتي الذي كانت تعتمد عليه. عملت في تلك الأجزاء من كاريليا الفنلندية التي كان يحتلها الاتحاد السوفياتي خلال حرب الشتاء. عـُرف النظام أيضاً باسم الحكومة تيريوكي، لكون تيريوكي أول بلدة يستولي عليها الجيش الأحمر. جادل السوفيات بأنها كانت الحكومة الأحق لكامل فنلندا وأنها كانت قادرة على إنهاء حرب الشتاء واستعادة السلام. بيد أنهم تخلوي عن هذا التفسير قبل أنتهاء الحرب لتحقيق السلام مع حكومة جمهورية فنلندا.

## التأسيس
تأسست جمهورية فنلندا الشعبية في 1 ديسمبر 1939 في مدينة تيريوكي الحدودية الفنلندية (حاليًا زيلينوغورسك، روسيا). خلال فترة ولايته، كان أوتو فيل كوزينين رئيسًا للوزراء ورئيسًا للحكومة. تألفت الحكومة من مواطنين سوفيات وفنلنديين يساريين فرّوا إلى روسيا السوفيتية بعد الحرب الأهلية الفنلندية. نَصَ إعلان نُشر عبر وكالة تاس نيابةً عن جمهورية فنلندا الشعبية: «إن الحكومة الشعبية في تشكيلتها الحالية تعتبر نفسها حكومةً مؤقتة. فور وصولها إلى هلسنكي، عاصمة البلاد، سيُعاد تنظيمها ويُوسع تكوينها لتضم ممثلين عن مختلف الأحزاب والجماعات المشاركة في جبهة الكادحين الشعبية، ويجب أن يقر التشكيل النهائي للحكومة الشعبية وصلاحياتها وإجراءاتها من قبل مجلس تشريعي منتخب على أساس الاقتراع العام المتساوي المباشر عن طريق الاقتراع السري». تحدث وزير الخارجية السوفياتي فياتشيسلاف مولوتوف إلى السفير الألماني لدى الاتحاد السوفيتي في 30 نوفمبر -قبل يوم واحد من إعلان جمهورية فنلندا الشعبية- قائلًا: «هذه الحكومة لن تكون سوفيتية بل جمهورية ديمقراطية. لن تُنشأ سوفييتات هناك، لكننا نأمل أن تكون حكومة نتوصل معها إلى اتفاق بشأن حماية أمن لينينغراد».

## العلاقات مع الاتحاد السوفيتي
دخلت الحكومة السوفيتية في علاقات دبلوماسية مع حكومة الشعب. وافق النظام الجديد في اليوم الأول من وجوده على تأجير شبه جزيرة هانكو؛ والتنازل عن قطعة من الأراضي على برزخ كاريليان؛ وبيع جزيرة في خليج فنلندا، إلى جانب أجزاء من كالاستياسارينتو بالقرب من المحيط المتجمد الشمالي للاتحاد السوفيتي.
وقع كوزينين ومولوتوف اتفاقية مساعدة متبادلة وبروتوكول سري في الثاني من ديسمبر 1939 في موسكو. كان محتوى الاتفاقية مشابهًا جدًا لما خططت له وزارة الخارجية السوفيتية في وقت سابق في أكتوبر 1939، رغم عدم تقديمه أبدًا إلى الحكومة الفنلندية. وفقًا للاتفاقية الجديدة، سيتنازل الاتحاد السوفيتي عن منطقة أكبر بكثير، وهي كاريليا الشرقية، باستثناء خط سكة حديد مورمانسك، مقابل نفس الأراضي التي طالب بها السوفييت في مفاوضات سابقة من جمهورية فنلندا.
وقع كل من أندريه جدانوف لصالح الاتحاد السوفيتي وكوزينين من طرف الجمهورية على مسودة مبكرة لاتفاقية موسكو قبل عشرة أيام في بتروزافودسك. نصت اتفاقية مولوتوف وكوزينين على تأجير شبه جزيرة هانكو وتحديد عدد القوات التي ستُعين في اتفاقية منفصلة. قبل العقد الأخير من القرن العشرين، كان بإمكان المؤرخين التكهن فقط بوجود الاتفاقية ومحتواها. في عام 1997، خلال مشروع فنلندي روسي مشترك، اكتشف الأستاذ الروسي أوليغ رزيسيفسكي البروتوكول في الكرملين بموسكو. يُشابه المحتوى تمامًا البروتوكولات التي وقعها الاتحاد السوفيتي مع إستونيا ولاتفيا وليتوانيا في الفترة بين سبتمبر وأكتوبر 1939.

## ردود الفعل في فنلندا والخارج
فشلت جمهورية فنلندا الشعبية في الحصول على الدعم بين العمال الفنلنديين كما كان يأمل الاتحاد السوفيتي. وبدلًا من ذلك، وفي مواجهة الغزو، توحد المجتمع الفنلندي بقوة فيما يُسمى روح حرب الشتاء. فشلت الجمهورية الشعبية أيضًا في الحصول على أي اعتراف دولي غير الاتحاد السوفيتي نفسه، رغم دعم عدد من النشطاء والكتاب اليساريين البارزين مثل جواهر لال نهرو وجورج برنارد شو ومارتن أندرسن نيكسو وجون شتاينبك للحكومة. في ألمانيا النازية، قدمت الصحف الحكومية دعمها للجمهورية الشعبية بسبب اتفاق مولوتوف ريبنتروب.
كان جوزيف ستالين مدركًا جيدًا للوضع السياسي الداخلي في فنلندا بناءً على معلومات المخابرات السوفيتية، وبالتالي لم يتوقع أن يؤدي إنشاء الجمهورية الشعبية إلى أي عمل ثوري أو انتفاضات شعبية ضد الحكومة الفنلندية في ذلك الوقت.
اعترف اتحاد الجمهوريات الاشتراكية السوفيتية رسميًا بحكومة كوزينين، إضافةً لمنغوليا وتوفا، وهما دولتان تابعتان للاتحاد السوفيتي.

## حكومة تيريوكي
| الوزير                                                     | مدة الولاية           |
| ---------------------------------------------------------- | --------------------- |
| رئيس الحكومة الشعبية و وزير خارجية فنلندا أوتو فيلي كوسينن | 1939.2.12 – 1940.12.3 |
| مساعد رئيس الحكومة الشعبية و وزير المالية ماوريتس روزنبرغ  | 1939.2.12 – 1940.12.3 |
| وزير الدفاع أكسيلي أنيسلا                                  | 1939.2.12 – 1940.12.3 |
| وزير الشؤون الداخلية توري لهين                             | 1939.2.12 – 1940.12.3 |
| وزير الزراعة أرمس أيكيا                                    | 1939.2.12 – 1940.12.3 |
| وزير التعليم إينكر لهتينن                                  | 1939.2.12 – 1940.12.3 |
| وزير الشؤون الكاريلية بآفو بروكونن                         | 1939.2.12 – 1940.12.3 |